# Królewskie (piwo)

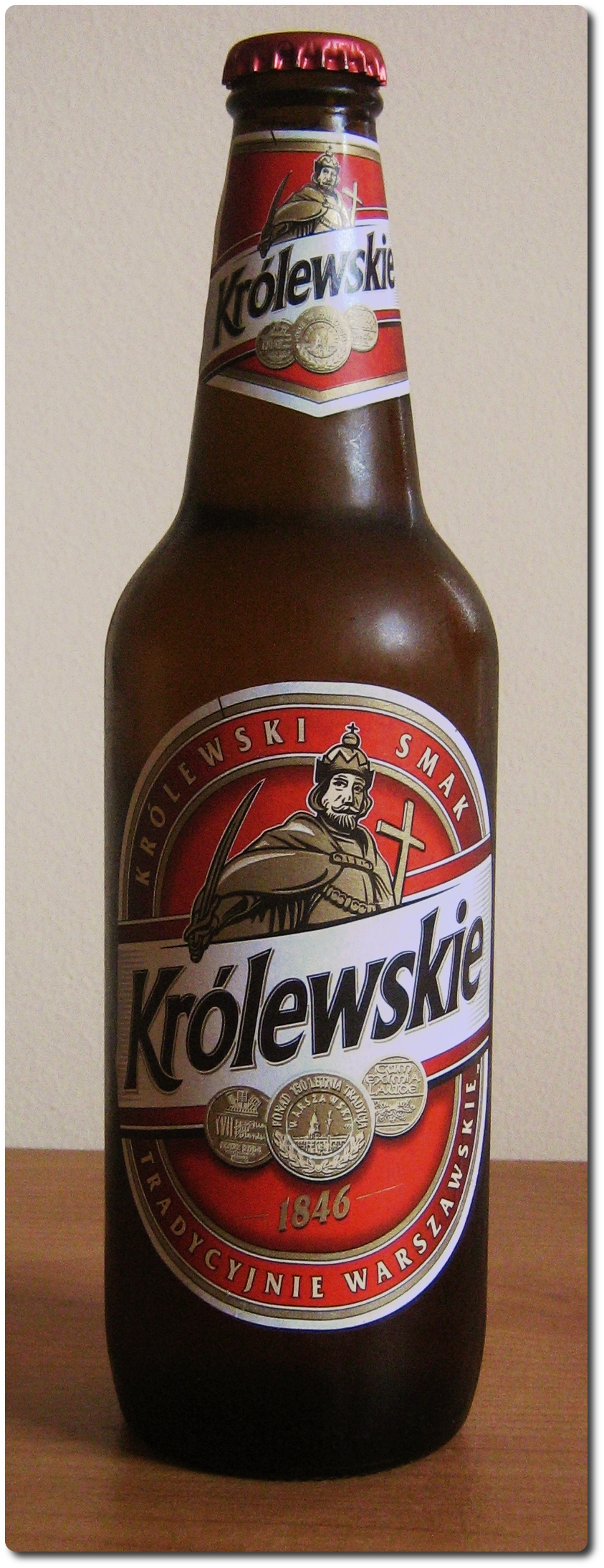
Butelka piwa Królewskie

Królewskie – marka polskiego piwa produkowanego przez Browar Warka należący do Grupy Żywiec.

## Historia
Królewskie pojawiło się na polskim rynku w 1970 roku jako produkt Browarów Warszawskich. Do końca lat 90. miało charakter piwa regionalnego, popularnego na Mazowszu, szczególnie w stolicy. Cechowało się klarownością, lekko gorzkim smakiem i chmielowym aromatem. 
Na początku XXI wieku, wraz z przejęciem Browarów Warszawskich przez grupę piwowarską Brau Union, Królewskie stało się marką ogólnopolską. Szybko zdobyło popularność w innych regionach Polski, m.in. za sprawą cyklu telewizyjnych reklam, które „można uznać za jedną z najlepszych kampanii reklamowych 2001 roku”. W tamtym czasie browar produkował trzy gatunki Królewskiego: Pełne (12,3% zaw. ekstraktu, 6% obj. alkoholu), Mocne (15,1% zaw. ekstraktu, 7,8% obj. alkoholu), Porter (22% zaw. ekstraktu, 9,5% obj. alkoholu). W wyniku przejęcia Brau Union przez holenderski koncern Heineken, od 2004 roku marka Królewskie należy do Grupy Żywiec. W 2004 roku, w związku z likwidacją Browarów Warszawskich, produkcja Królewskiego została przeniesiona do browaru w Warce.
Obecnie Królewskie dostępne jest w dwóch odmianach:
- Królewskie Jasne Pełne – zawartość ekstraktu: 12% (wag.), zawartość alkoholu: 5,2%[4] (obj.). Dostępne w butelce zwrotnej 500 ml i puszce 500 ml.
- Królewskie Niefiltrowane – zawartość alkoholu: 5% (obj.). Dostępne w butelce zwrotnej 500 ml[5].

## Inne informacje
- Nazwa piwa Królewskie nawiązuje do odnowionej przez Browary Warszawskie statui króla Zygmunta III Wazy z kolumny na Starym Mieście w Warszawie[6].
- Poza statuą na etykiecie piwa widnieje data 1846, nawiązująca do przełomowego dla piwowarstwa warszawskiego wydarzenia, jakim było założenie nowoczesnego browaru przy ulicy Grzybowskiej przez Błażeja Haberbuscha i Konstantego Schiele[1].

## Sponsoring
Od 2004 roku marka Królewskie jest sponsorem klubu piłkarskiego Legia Warszawa.